# كمين كاربالاك
كمين كَارْبَالاكْ أو عملية كربالاك هي عملية نفذها جيش التحرير الوطني وأسفرت عن مقتل عشرة جنود من جيش أرمينيا بتاريخ 7 أغسطس 2001. أُطلق الرصاص على الرجال وجميعهم من جنود الاحتياط ثم أُحرِقوا حتى الموت عندما اشتعلت النيران في عربتهم مع بنادق إطلاق نار. على الطريق السريع الرئيسي بين سكوبيي وتيتوفو. وكانت القوات بما في ذلك ضابطان في طريقهم لتعزيز قاعدة عسكرية في تيتوفو. كانت واحدة من أكثر العمليات المميتة التي نفذها جيش التحرير الوطني.